# Джубска конференция (1947)
Джубската конференция, или Конференцията в Джуба, е среща на британски и судански делегати през юни 1947 г., която се провежда в гр. Джуба, Южен Судан. Инициатор за конференцията е Великобритания, чиято цел е да обедини северната и южната част на Судан в единен политически субект. Дотогава британците третират 2-те части от Колониален Судан като 2 отделни колонии.
Северен Судан е населен от араби и е доста по-добре организиран политически и икономически. Има изградена инфраструктура. Северът е доминиран от исляма, чието общество е сравнително добре образовано. Южен Судан е населяван от множество нилотски племена, които изповядват анимистични религии и християнство. От икономическа гледна точка Югът е много по-назад по отношение на Севера.
Конференцията в Джуба създава единен политически организъм въпреки опасенията на представителите на Юга, които се страхуват от господството на по-развития Север. На конференцията е отхвърлена идеята за обединение на Юга със съседната колония Уганда.